# Phare de Conneaut Harbor
Le phare de Conneaut Harbor (en anglais : Conneaut Harbor Light), est un phare situé à l'extrémité nord du brise-lames ouest du port de Conneaut sur le lac Érié, dans le Comté d'Ashtabula, Ohio.
Il est inscrit au Registre national des lieux historiques depuis le 10 avril 1992 sous le no 92000243 .

## Historique
La première station de signalisation a été installée en 1906 sur le brise-lames ouest du port de Conneaut. En 1915 le brise-lames a été remplacé et le nouveau phare y a été érigé en 1920. Sa lanterne a été enlevée en 1972 et remplacée par une balise moderne automatique.
Le phare a été racheté  par un particulier une première fois en 2011 mais n'a subi aucune restauration. Il a été revendu en 2018.

## Description
Le phare  est une tour effilée en fonte à base carrée de 21 m de haut, avec galerie et sans lanterne, montée sur une fondation en pierre. Le bâtiment est en peint en blanc avec une bande noire centrale.
Il émet, à une hauteur focale de 24 m, un bref éclat alternative rouge et blanc jaune de 0.1 seconde par période de 5 secondes. Sa portée est de 16 milles nautiques (environ 30 km) pour le feu blanc et de 13 milles nautiques (environ 24 km) pour le feu rouge.

## Caractéristiques dufeu maritime
Fréquence : 5 secondes (W), 5 secondes (R)
- Lumière : 0.1 seconde
- Obscurité : 4.9 secondes

Identifiant : ARLHS : USA-190 ; USCG :  7-3705 .

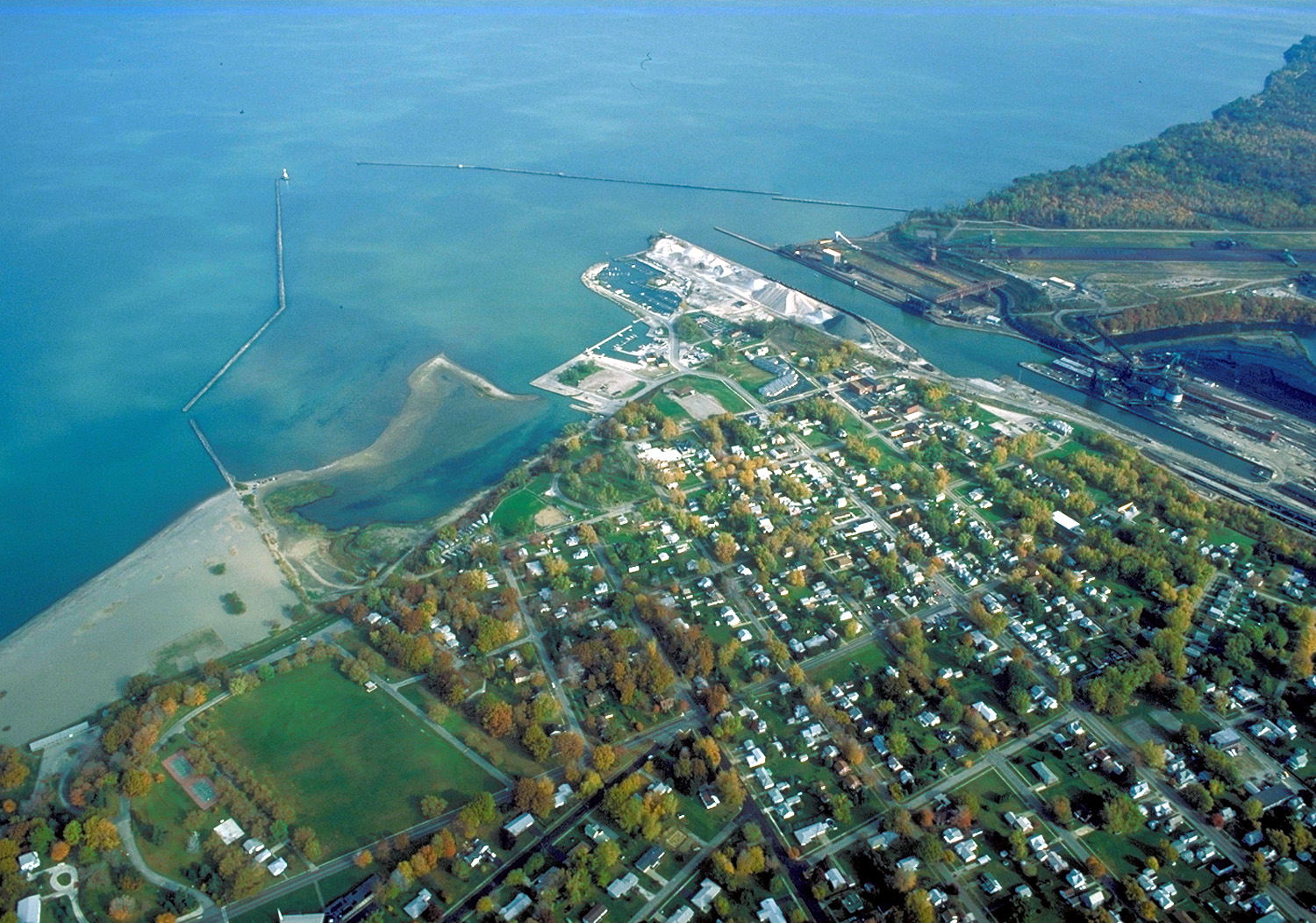
Conneaut Harbor
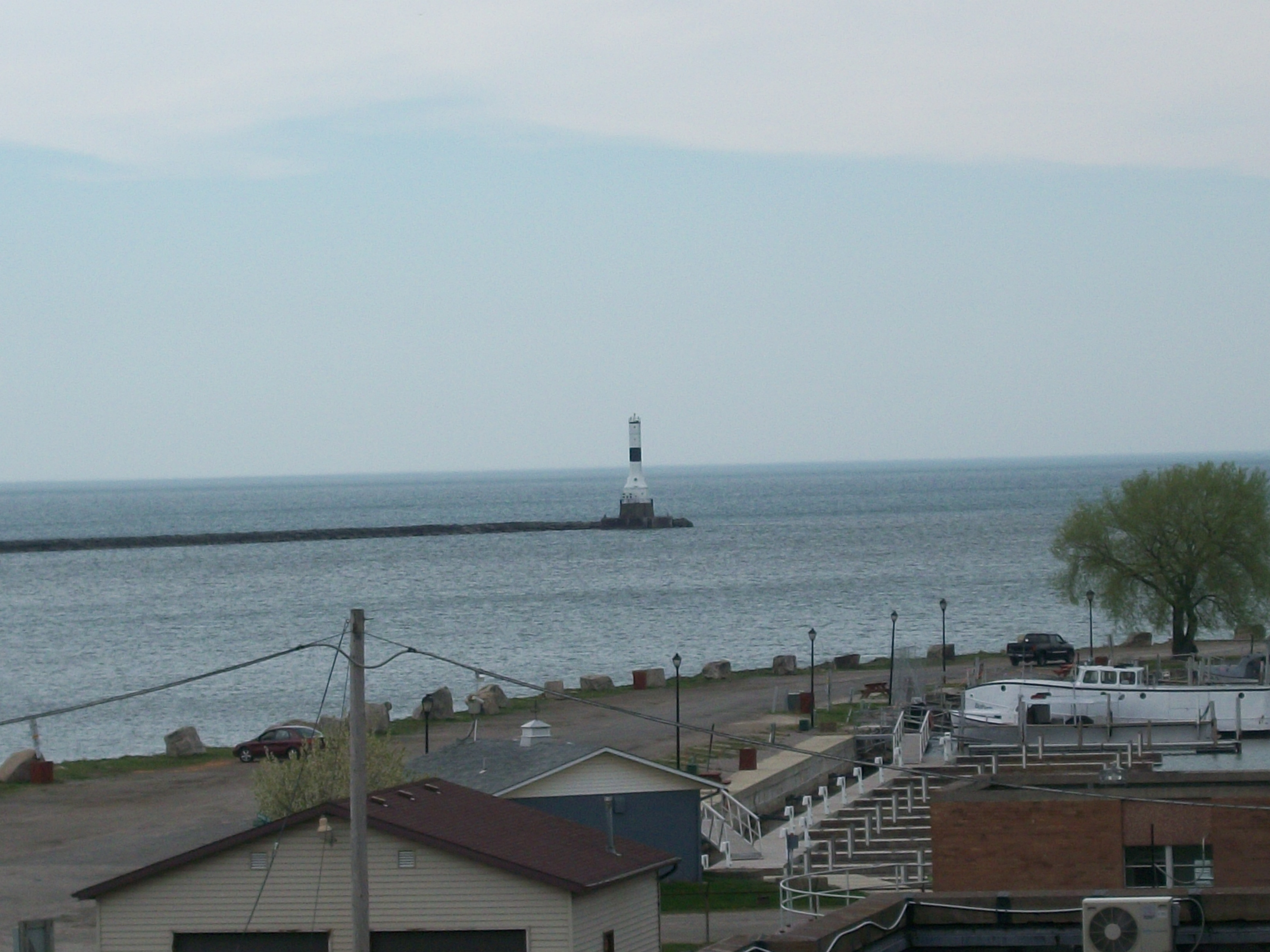
Le phare
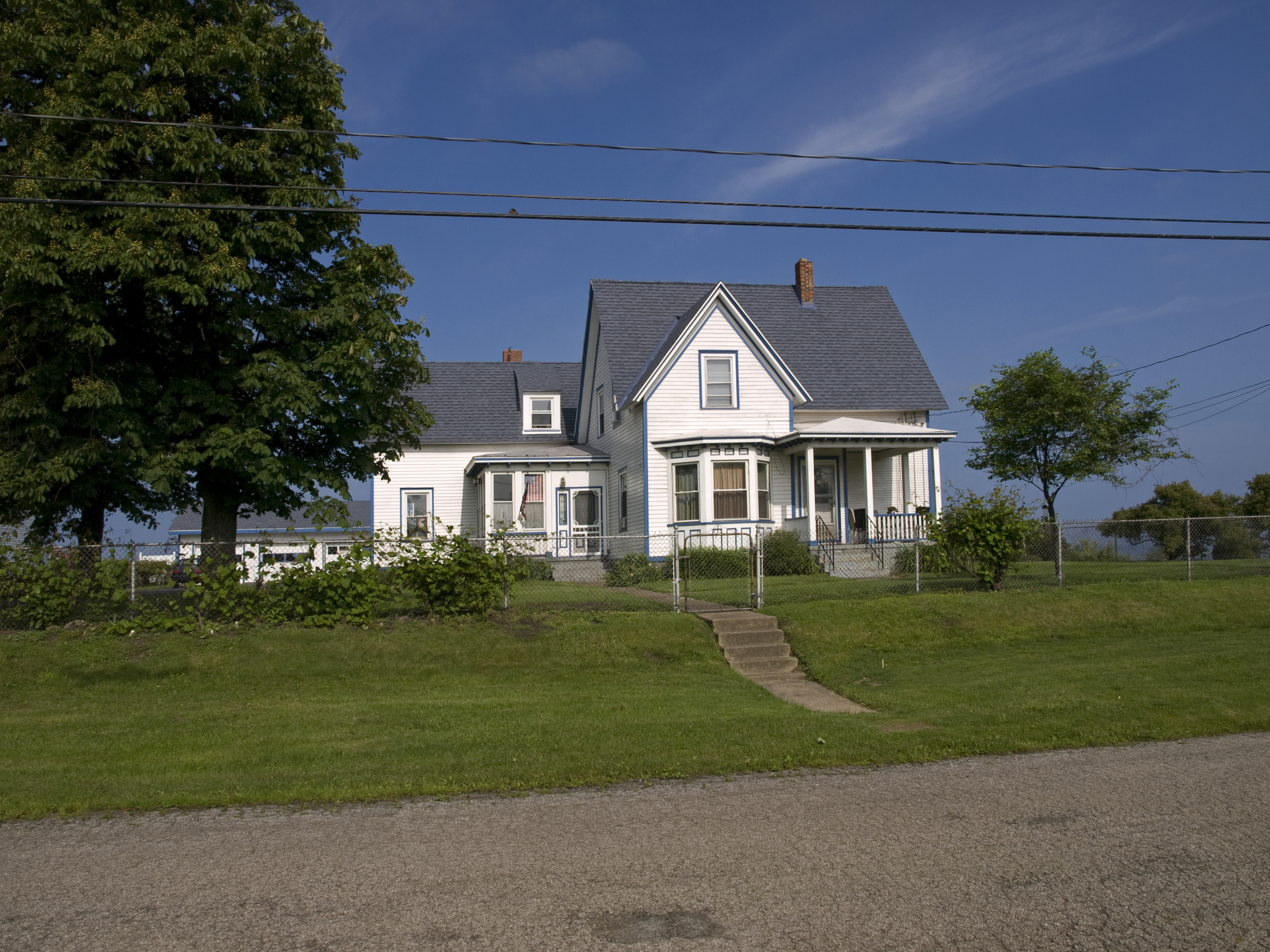
La maison de gardien

### Lien connexe
- Liste des phares de l'Ohio